# 肥城矿业
山东能源肥城矿业集团有限责任公司，簡稱山东能源肥城矿业集团、山东能源肥城矿业，以及肥城矿业（英語：Shandong Energy Feicheng Mining Group Company Limited），於1959年由當時国家煤炭部安排成立，名為前身「肥城礦務局」，之後於2010年12月，和另外5家礦業，也就是由淄博礦業、棗莊矿业、新汶矿业、临沂矿业，以及龍口礦業安排組成「山東能源集團有限公司」，也就是由山東省政府批准於2011年3月21日組成而設，自此成為旗下公司。
現時業務在國內經營生產及銷售各種煤炭產品、能源等，而總部位於山东省南大门，而董事長和總經理為孙廷华。

## 連結
- fkjt.com （页面存档备份，存于）